# Cobina Wright
Cobina Wright, Sr.  (nacida como Esther Ellen Cobb, 20 de septiembre de 1887 – 9 de abril de 1970) fue una actriz y cantante de ópera estadounidense, conocida principalmente por interpretar a la Princesa Novemali en The Razor's Edge (1946). Wright ganó fama principalmente tras trabajar como anfitriona y columnista sobre chismes sindicados. Wright era conocida principalmente como Esther Cobb, Esther Johnson, y Esther Cobina.

## Biografía
Wright nació el 20 de septiembre de 1887, en Lakeview (Oregon), hija de Benjamin M. Cobb y Della Holmes (1861—1943).
Wright se casó dos veces. En 1912, se casó con el escritor Owen Johnson; sin embargo, la pareja se divorció en 1917. Años más tarde, se casó con William May Wright, un agente de bolsa de origen estadounidense, la pareja tuvo una hija, Cobina Carolyn Wright (conocida principalmente como Cobina Wright Jr.), (1921—2011), quien también trabajo como actriz. La pareja se divorció en 1935.
A principios del siglo XX, Wright trabajó como soprano de coloratura, usando el nombre artístico de Esther Cobina. Wright empezó a estudiar canto en California, siendo principalmente alumna de la profesora de canto Nettie Snyder, Mientras tanto, Wright decidió seguir con su carrera teatral en Alemania. Durante la Primera Guerra Mundial, Wright empezó a actuar para entretener a las tropas francesas y estadounidenses en Europa. Principalmente, hizo su debut en una obra teatral de ópera en el Carnegie Hall en 1924.
Wright falleció en Los Ángeles, California en 1970.

## Legado
Wright fue autora de un libro llamado I Never Grew Up (Prentice-Hall, 1952). Archivado el 8 de enero de 2012 en Wayback Machine.

## Filmografía
| Año  | Título                    | Papel                 | Notas |
| ---- | ------------------------- | --------------------- | ----- |
| 1943 | Danger! Women at Work     | Regina                |       |
| 1944 | Sweethearts of the U.S.A. | Mrs. Josephine Carver |       |
| 1946 | The Razor's Edge          | Princesa Novemali     |       |